# Ángel Castiñeira Fernández
Ángel Castiñeira Fernández (Muros, La Coruña, 1958) es doctor en Filosofía y Ciencias de la Educación español.  Asimismo, es director desde 2005 y profesor titular del departamento de Ciencias Sociales de ESADE y director del programa “Pensar el Liderazgo” de Executive Education de Esade Business School.

## Biografía

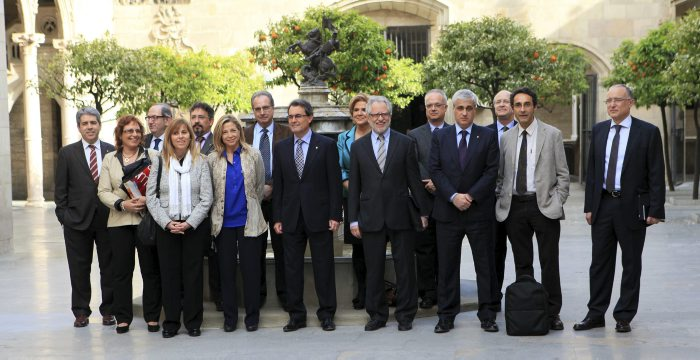
Imagen del Consejo Asesor para la Transición Nacional tras su constitución (abril de 2013)

En su trayectoria académica, Castiñeira Fernádez se ha especializado en filosofía social y política, así como pensamiento geopolítico, ética aplicada y valores, cambios del entorno social y cultural y liderazgo y gobernanza democrática. 
Su percurso profesional también incluye el ser profesor titular del Departamento de Ciencias Sociales de ESADE- Universidad Ramon Llull (desde 1993). Director del Centre d'Estudis de Temes Contemporanis (Generalidad de Cataluña, 1998-2004).
Además, Castiñeira ha sido profesor de Filosofía Contemporánea de la Universidad Ramon Llull (1990-1994); Director de la colección 'Temes Contemporanis', de la editorial Proa (1994-2004); y Director de 'IDEES, Revista de Temes Contemporanis' (1999-2004). 
En 2013 fue designado miembro del Consejo Asesor para la Transición Nacional.

## Publicaciones
- Castiñeira, Ángel (2007). «Imaginées: identité personnelle, identité nationale et lieux de mémoire». Les Nationalismes majoritaires contemporains: identité, mémoire, pouvoir. Montréal: Editions Quebec Amérique. ISBN 978-2-7644-0550-5.
- Castiñeira, Ángel (2007). «Immigració en estats plurinacionals: el cas de Catalunya». Enciclopèdia Catalana. Barcelona. ISBN 978-84-300-5511-1.
- Castiñeira, Ángel (2006). «Identitat, immigració i multiculturalisme». Federalisme, catalanisme, europeisme:corrents de pensament i pràctica política. Barcelona: España. ISBN 978-84-95417-51-0.
- Castiñeira, Ángel (2006). Catalunya, reptes ètics. Barcelona: Proa. ISBN 84-8437-898-5.
- Castiñeira, Ángel (2005). «Naciones imaginadas. Identidad personal, identidad nacional y lugares de». Casa encantada. Lugares de memoria en la España Constitucional (1978-2004). Madrid: VERVUERT- IBEROAMERICANA. ISBN 84-8489-190-0.
- Castiñeira, Ángel (2002). Societat civil i Estat del Benestar. Barcelona: Pótic. ISBN 84-7306-415-1.
- Castiñeira, Ángel (2002). Àmbits de la postmodernitat. Barcelona: Columna. ISBN 84-86433-20-7.
- Castiñeira, Ángel (2001). Catalunya com a projecte. Barcelona: Pórtic. ISBN 84-8437-187-5.

## Enlaces relacionados
- Executive Education ESADE Business School
- ESADE Business School - Sitio Oficial

- Datos: Q9098271